# Francesco Bonami
Francesco Bonami (Firenze, 1º ottobre 1955) è un critico d'arte e curatore italiano naturalizzato statunitense.

## Biografia
Curatore d'arte contemporanea di notorietà internazionale, Bonami inizia la sua carriera professionale dopo aver conseguito il diploma accademico all'Accademia di Belle Arti di Firenze, dove studia scenografia e storia dell'arte. Dopo una breve parentesi come artista, si trasferisce a New York all'inizio degli anni novanta, dove inizia a collaborare con la rivista Flash Art, come corrispondente dagli Stati Uniti.
Parallelamente inizia a svolgere l'attività di curatore, con la mostra Truce a Site Santa Fe (1998), a cui faranno seguito Exhibiting Painting (Whitechapel Gallery, Londra, 1999) e soprattutto l'importante mostra biennale europea itinerante Manifesta, alla sua terza edizione del 2000 con sede a Lubiana.
Nel 2003 viene chiamato a dirigere la 50ª edizione della Biennale d'Arte di Venezia, intitolata La dittatura dello spettatore. Nel 2005 cura la mostra The Universal Experience alla Hayward Gallery di Londra e dirige la prima edizione della Triennale di Torino intitolata La sindrome di Pantagruel. Nel 2008 cura per la Fondazione François Pinault la mostra Italics: Italian Art Between Tradition and Revolution, 1968-2008 a Palazzo Grassi di Venezia, esposizione che delinea il panorama dell'arte contemporanea nell'Italia degli ultimi quarant'anni. Nel 2010 riceve l'incarico di curatore della Biennale del Whitney Museum of American Art.
Dal 1999 al 2008 è stato Senior Curator al Museum of Contemporary Art di Chicago. Attualmente è direttore artistico della Fondazione Sandretto Re Rebaudengo (Torino) e di Pitti Immagine Discovery (Firenze). È inoltre direttore editoriale della collana Supercontemporanea di Electa e collabora regolarmente con La Stampa, La Gazzetta dello Sport, Donna Moderna, Rolling Stone, Uomo Vogue, Il Riformista, Vanity Fair Italia e Il Quotidiano in classe. È stato direttore della rivista semestrale TAR fino al gennaio 2013.
Dal 2015 al 2016 collabora con la trasmissione Quelli che il calcio in onda su Rai Due con la rubrica La grande Bruttezza dove presenta, assieme ad Angela Rafanelli,  opere "brutte" situate nelle principali città italiane. Nell’autunno 2018 collabora con Piero Chiambretti, tenendo una breve rubrica all’interno di CR4 - La Repubblica delle Donne, il suo nuovo show trasmesso su Retequattro.

## Opere
- Francesco Bonami (a cura di), Exit: nuove geografie della creativita italiana, Milano, Mondadori, 2002. ISBN 8804508027.
- Francesco Bonami e Dominique Eddé, Gabriele Basilico. Beirut 1991, Milano, Baldini Castoldi Dalai, 2003. ISBN 8884903815.
- Francesco Bonami (a cura di), Non toccare la donna bianca: catalogo della mostra, Torino, Fondazione Sandretto Re Rebaudengo, 2004. ISBN 887757187X.
- Francesco Bonami, Lezioni di fumo, Venezia, Marsilio, 2005. ISBN 8831786571.
- Francesco Bonami, Lo potevo fare anch'io: perché l'arte contemporanea è davvero arte, Milano, Mondadori, 2007. ISBN 9788804567349.
- Francesco Bonami (a cura di), Italics: arte italiana fra tradizione e rivoluzione 1968-2008, Milano, Electa, 2008. ISBN 9788837064006.
- Luca Mastrantonio e Francesco Bonami, Irrazionalpopolare: da Bocelli ai SUV: viaggio tra gli incomprensibili miracoli d'Italia, Torino, Einaudi, 2008. ISBN 9788806194666.
- Francesco Bonami, Dopotutto non è brutto: artisti, grattacieli ed ecomostri: viaggio in un'Italia più bella del previsto, Milano, Mondadori, 2009. ISBN 9788804583646.
- Alison M. Gingeras e Francesco Bonami (a cura di), Mapping the studio: artisti dalla collezione Francois Pinault, Milano, Electa, 2009. ISBN 9788837069940.
- Francesco Bonami, Dal Partenone al panettone: incontri inaspettati nella storia dell'arte, Milano, Electa, 2010. ISBN 9788837073459.
- Francesco Bonami, Si crede Picasso: come distinguere un vero artista contemporaneo da uno che non lo è, Milano, Mondadori, 2010. ISBN 9788804600763.
- Francesco Bonami, Maurizio Cattelan: autobiografia non autorizzata, Milano, Mondadori, 2011. ISBN 9788804610052.
- Francesco Bonami, Mamma voglio fare l'artista! Istruzioni per evitare delusioni, Milano, Electa, 2013. ISBN 9788837094768.
- Francesco Bonami, L'arte nel cesso, Mondadori, 2017. ISBN 9788804679752
- Francesco Bonami, Post: L'opera d'arte nell'epoca della sua riproducibilità sociale, Milano, Feltrinelli, 2019. ISBN 9788807173622.
- Francesco Bonami, Bello, sembra un quadro. Controstoria dell'arte, Milano, Feltrinelli, 2022, ISBN 9788807174223.